# Сердюк Олександр Олексійович

Олександр Олексійович Сердюк (3 липня 1978, Харків) — український лучник, призер Олімпійських ігор.
Олександр Сердюк тренується в спортивному товаристві «Динамо» в Харкові.
Олімпійську медаль він виборов на афінській Олімпіаді в командних змаганнях.

## Життєпис
У дитинстві займався самбо та дзюдо, а у стрільбу з луку потрапив у 1990-му році, після того як перший тренер Олександра - Віктор Грушев, прийшов в його шкільний клас у школі на урок праці, щоб агітувати хлопчаків займатися стрільбою.
У 2000-му році вступив у спорттовариство «Динамо», де отримав звання капітана прикордонної служби. Як зізнавався у 2012-му році, саме зарплатня капітана прикордонної служби була його основним джерелом доходу. 